# Münster (iglesia)
El término alemán münster, y el inglés minster, designan en esos idiomas a la iglesia cristiana que no es independiente, sino que forma parte de un monasterio, de donde le viene el nombre.

## Etimología

### Münster
Münster es un préstamo lingüístico antiguo que viene de la palabra griega μοναστήριον - monastērion a través del latín monasterium que en español es monasterio. En alemán la palabra ha experimentado un cambio léxico-semántico. Primeramente era la iglesia que formaba parte de un monasterio que no era una iglesia parroquial, sino parte de un monasterio o una colegiata. También catedrales se llamaban así, porque capítulos religiosos vivían en comunidades similares a los de monasterios.
Con el tiempo, a partir del siglo XIII, adaptó el significado más general de "iglesia grande" y sobre todo en el alto alemán superior se usaba no solamente para catedrales o colegiatas, sino también para algunas iglesias parroquiales grandes. Hoy en día el término "Münster" es el nombre de ciertas iglesias.
Además «Münster» se utilizaba para los nombres de asentamientos alrededor de o junto a un monasterio o una abadía o semejantes.

### Minster
Minster, palabra similar en inglés, también fue un préstamo temprano de monasterium con el mismo significado. El préstamo más tardío monastery, que fue introducido como consequencia de la conquista normanda con los anglo-normandos, conserva el significado de "monasterio".
Hoy día minster es un título honrífico que conservan antiguas iglesias de fundación monástica en la época anglosajona, pero también se ha seguido concediendo a algunas iglesias parroquiales en el siglo XX y XXI.

## Alemania
- Aquisgrán:
  - Münster es el nombre usual de la catedral de Aquisgrán.
  - Kornelimünster (abadía de San Cornelio).
- Altomünster: Münster St Alto y St. Birgitten
- Bad Doberan: Doberaner Münster
- Bad Mergentheim: Münster St. Johannes Baptist (catedral San Juan Bautista)
- Bad Münstereifel: Münster St. Chrysanthus und Daria
- Bad Reichenhall: Münster St. Zeno
- Bad Säckingen: Fridolinsmünster
- Bonn: (Bonner Münster).
- Breisach:Breisacher Stephansmünster.
- Cham-Chammünster: Marienmünster
- Dießen am Ammersee: Marienmünster
- Dinkelsbühl: Münster St. Georg
- Donauwörth: Liebfrauenmünster
- Einbeck: Münsterkirche St. Alexandri.
- Essen: Münster (Essener Münster)
- Esslingen am Neckar: Münster St. Paul
- Ettenheimmünster: Münster St. Landelin
- Friburgo de Brisgovia: Freiburger Münster
- Freising: Münster St. Andrä, también llamado Hugibertsmünster
- Fritzlar: Fraumünsterkirche
- Hamelín: Münster St. Bonifatius
- Hausen bei Würzburg: Münster Fährbrück
- Heilbronn: Deutschordensmünster St. Peter und Paul
- Heilsbronn: Münster Heilsbronn
- Herford: Herforder Münster.
- Ilmmünster: Kloster Ilmmünster.
- Ingolstadt: Münster Zur Schönen Unserer Lieben Frau
- Constanza: Konstanzer Münster.
- Landshut: Münster St. Martin
- Klingenmünster
- Lindau: Münster Unserer Lieben Frau
- Lorsch: Altenmünster
- Maguncia: Altmünster
- Marienmünster en Westfalia: Marienmünster
- Meschede: Abtei Königsmünster
- Mönchengladbach: Münster St. Vitus
- Moosburg del Isar: Kastulusmünster
- Münchsmünster: Münster St. Petrus und St.Sixtus
- Münsterappel
- Münsterdreisen
- Münstermaifeld: Münster St. Martin und Severus
- Münster Schwarzach: Rheinmünster
- Münstertal: Münster St. Trudpert
- Neuss: Quirinusmünster.
- Obermarchtal: Münster St. Peter und Paul
- Radolfzell am Bodensee: Münster Unserer Lieben Frau
- Ratisbona:
  - Niedermünster
  - Obermünster
  - Mittelmünster
- Reichenau (lago de Constanza): Marienmünster
- Rottenmünster (barrio de Rottweil): Rottenmünster
- Rottweil: Heiligkreuz-Münster
- Rotthalmünster
- Salem (Baden): Münster
- Schwandorf: Marienmünster
- Schwäbisch Gmünd: Heilig-Kreuz-Münster
- Steinach (Niederbayern): Pfaffenmünster
- Titisee-Neustadt: Neustädter Münster
- Überlingen: Münster
- Ulm: Münster
- Villingen: Liebfrauenmünster
- Wolframs-Eschenbach: Liebfrauenmünster
- Wurzburgo: Neumünster
- Zwiefalten: Münster Unserer Lieben Frau

## Austria
- Altmünster: Monasterio Altmünster
- Kremsmünster
- Aurolzmünster
- Neuberg del Mürz: Neuberger Münster

## Bélgica
- Münsterbilsen (en flamenco: Munsterbilzen)

## Francia
- Colmar: Martinsmünster
- Ebersmunster
- Estrasburgo: Straßburger Münster
- Maursmünster (nombre alemán de la abadía de Marmoutier):
- Moyenmoutier (nombre alemán: Mittelmünster)
- Munster (Alto Rin)
- Niedermünster (nombre alemán de un monasterio, hoy en estado de ruinas, cerca del Monte de Santa Odilia)
- Thann: Münster de Thann

## Luxemburgo
- Luxemburgo: Neumünster

## Países Bajos
- Roermond: Munsterkerk

## Suiza
- Basilea: Basler Münster
- Berna: Berner Münster
- Moutier (en alemán Münster): Münster Granfelden
- Schaffhausen: Allerheiligen-Münster
- Zúrich:
  - Grossmünster
  - Fraumünster

- Datos: Q21515089